# ГЕС Скіботн
ГЕС Скіботн – гідроелектростанція на півночі Норвегії за 65 км на південний схід від Тромсе. Використовує ресурс зі сточища річки Skibotnvassdraget, яка впадає в Стурфіорд (Storfjorden, південне завершення фіорду Лінген).
У межах проєкту на річці Riep'pejåkka (ліва притока Skibotnvassdraget) створили водосховище Rihpojavri, котре має площу поверхні 5,8 км² та корисний об’єм 145,6 млн м³, що забезпечується коливанням між позначками 445 та 486 м НРМ (у тому числі на 24 м за рахунок здреновування нижче природного рівня). За допомогою тунелів загальною довжиною біля 7 км сюди подається додатковий ресурс із:
- створеного на Skibotnvassdraget сховища Gálggojávri, котре має площу поверхні 3,5 км2 та припустиме коливання рівня між 502,5 та 503 метра НРМ;
- водозабору на Did'nujåkka, правій притоці Skibotnvassdraget.

Із Rihpojavri по лівобережжю Skibotnvassdraget прокладений головний дериваційний тунель довжиною біля 15 км, сполучений з водозаборами на її притоках Lávkajohka, Norddalselva (і правих допливах останньої Lukkajåkka та bekk fra Davimus Viessugas) і Kvitlielva. Після першого з водозаборів до траси також надходить ресурс, відпрацьований малою ГЕС Lavkajohka (8,7 МВт), котра живиться за рахунок деривації із верхів’я Signaldalelva (так само впадає до Storfjorden).
Основне обладнання станції становить одна турбіна типу Френсіс потужністю 72 МВт, яка використовує напір у 440 м та забезпечує виробництво 341 млн кВт-год електроенергії на рік.
Відпрацьована вода транспортується до Skibotnvassdraget по відвідному тунелю довжиною біля 1,5 км.